# Los Angeles Art Association
La Los Angeles Art Association è una associazione artistica senza scopo di lucro fondata a Los Angeles nel 1925.
La missione dell'associazione è di promuovere gli artisti membri per mezzo di numerose mostre e di laboratori organizzati nel corso dell'anno. Queste manifestazioni hanno luogo nella Gallery 825 (sulla Cienega Boulevard), nel cuore del quartiere artistico di Los Angeles.
Ogni anno vengono organizzate due sessioni di ammissione, in gennaio ed in agosto. Gli artisti selezionati hanno la possibilità di esporre le proprie opere in mostre collettive ed individuali, presentandole ad un pubblico esperto, legato alla scena artistica della California, e possono inoltre partecipare a laboratori di formazione e incontrare altri artisti.
Un'asta pubblica è organizzata ogni anno dall'associazione con la partecipazione della casa d'aste Christie's.